# 烏斯季堪察茨克
56°13′N 162°33′E / 56.217°N 162.550°E
烏斯季堪察茨克 （俄语：Усть-Камча́тск）是俄羅斯堪察加邊疆區的一個村，位於堪察加半島東岸、堪察加河河口。1989年人口13,611人，2002年人口5,231人。
1731年開埠，時稱烏斯季普里莫爾斯基 （Усть-Примо́рский）。有港口、魚類加工場、機場等設施。